# O Que
"O Que" é uma canção da banda de rock brasileira Titãs, a décima-terceira faixa do álbum Cabeça Dinossauro e lançada como o segundo single promocional dele em 1986. É cantada por Arnaldo Antunes e sua duração é a maior dentre as faixas do álbum: 5'40". Foi a última faixa a ficar pronta para o disco e a que deu mais trabalho, conforme explicou o vocalista e tecladista Sérgio Britto em 2006:
| “ | O arranjo mudou totalmente e aqui o Liminha teve participação decisiva: programou a bateria eletrônica, sugeriu a linha de baixo, tocou guitarra e deixou a gente fazendo uma 'Jam' interminável durante dois dias até chegarmos ao resultado final. Aquilo abriu um novo horizonte para nós e nos colocou em contato com elementos que iríamos explorar bastante nos anos seguintes. | ” |

Em uma entrevista realizada em 2016, o coprodutor Pena Schmidt considerou que "a perfeição mântrica de 'O que' abriu caminho para uns três discos seguintes. Dali [os Titãs] saíram diplomados em produção e engenharia pop, prontos para assumir a própria carreira."

## Lançamento e promoção
Para promover a canção na televisão, foram feitas aparições em programas de auditório, como o Cassino do Chacrinha, e produzido um videoclipe. Este traz uma versão editada da canção e alterna imagens de dois palcos iguais onde estão dispostos interpretando a música, num, os Titãs e, noutro, pessoas comuns simulando cada integrante da banda, criando uma ilusão segundo a qual quem pode estar tocando a canção são os Titãs ou não.
A canção foi executada na turnê Cabeça Dinossauro, de 1986 a 1987, que visava à promoção do álbum homônimo.

## Versões distintas

### Ao vivo
Arnaldo Antunes, nos concertos da turnê (digressão) Cabeça Dinossauro, entre 1986 e 1987, adicionava ao final da música frases como "Quem é que pensa: é a cabeça ou o coração?", "É questão de substância!" ou "Agora todo o mundo na real!".
Um solo tocado com um teclado entre o primeiro verso e o segundo na versão do álbum era executado originalmente ao vivo com um saxofone por Paulo Miklos na forma de um riff recorrente durante a canção.
Em 2012, durante a turnê comemorativa de 30 anos da banda e 25 de Cabeça, Paulo Miklos canta a canção e toca guitarra base e Branco Mello fica responsável pelo baixo, tendo Sérgio Britto e Tony Bellotto mantido seus postos originais e Mário Fabre substituído Charles Gavin na bateria.

### Remixes
Oficialmente, três remixes (remisturas) foram feitas para a música por Iraí Campos e Tuta Aquino e lançadas como lados B no single promocional de "Polícia". A "extended version" tem 6'40" e contém raps cantados em inglês por um rapper autointitulado Raven T, além de mais efeitos eletrônicos. A "radio version" tem 4'30" e é uma edição da "extended version". A "Is It a Dub?" tem 4'20" e pretende ser uma versão dub. O título é derivado da polêmica sobre o que vem a ser dub, já que este era originalmente uma forma de remix de canções reggae. Dessas três versões, apenas a extended version apareceu em CD, na coletânea E-collection, de 2000.

## Faixas
| 12" (WEA 1028 - Promo nº 28) |                                                    |                       |         |  |
| N.º                          | Título                                             | Compositor(es)        | Duração |  |
| 1.                           | "O Que"                                            | A. Antunes            | 5:38    |  |
| 2.                           | "AA UU (Versão Remix)" (DJ Greco & DJ Dinamik Duo) | S. Britto & M. Fromer | 5:33    |  |
| Duração total:               | Duração total:                                     | Duração total:        | 11:11   |  |

## Ficha Técnica
- Arnaldo Antunes — vocal
- Branco Mello — vocal de apoio
- Charles Gavin — bateria
- Marcelo Fromer — guitarra rítmica
- Nando Reis — baixo elétrico
- Paulo Miklos — vocal de apoio
- Sérgio Britto — teclados
- Tony Bellotto — guitarra solo
- Liminha — guitarra, caixas de ritmos Oberheim DMX (em inglês) e E-mu Drumulator (em inglês) e efeitos (sampler)